# 阿部市太郎 (3代)
3代 阿部 市太郎（あべ いちたろう、天保11年（1840年） - 大正12年（1923年））は、明治維新期の近江商人・実業家。日本の産業と人材の育成に務めた。

## 生涯
3代目阿部市太郎は、天保11年（1840年）に近江国神崎郡能登川村（現・滋賀県東近江市能登川町）に生まれた。父である2代市太郎は本家に当たる阿部市郎兵衛家第5代当主の次子で、初代市太郎に継子なく養子となった。また、兄は本家の養子となり7代目市郎兵衛となり、弟は市三郎家に養子に入り2代目市三郎となった。
3代目家督相続後、明治4年（1871年）本家市郎兵衛家と共に大阪（現大阪市東区）に支店を出し、家業である麻布販売と共に持ち船を回漕して塩・蜜柑を北陸地方・東北地方で売り、帰路北海道に立ち寄り物産を仕入れ大阪で販売した。兄市郎兵衛と同じく産業育成に務め、明治17年（1884年）滋賀県大津に近江麻糸紡織会社を創設し、明治21年（1888年）には金巾製織株式会社設立に兄と共に参加した。会社創業後は兄市郎兵衛が社長、市太郎は役員となった。明治31年（1898年）兄が社長を辞した後市太郎が明治37年（1904年）まで第2代社長となった。阿部一族の本業である繊維事業において、市太郎はよく兄を補佐した。
また、伊藤忠兵衛より、慶應義塾を卒業し近江銀行に勤務していた辻房次郎を紹介され、娘ゑみの婿養子とし、新たに分家を立てた。辻房次郎こと阿部房次郎は、後に金巾製織より発展した東洋紡の社長となり、日本の繊維産業のリーダーとなった。また、金巾製織では田附政次郎・藤井善助等を起用し次世代の人材を育成した。

## 栄典
- 1887年（明治20年）12月24日 - 従七位[3]
- 1887年（明治20年）12月27日 - 銀製黄綬褒章[4]